# 33137 Strejček
33137 Strejček è un asteroide della fascia principale. Scoperto nel 1998, presenta un'orbita caratterizzata da un semiasse maggiore pari a 2,5546613 au e da un'eccentricità di 0,0643196, inclinata di 4,80544° rispetto all'eclittica.